# Billy Graham
Mục sư William Franklin Graham, Jr. KBE, được biết đến nhiều hơn với tên Billy Graham; (7 tháng 11 năm 1918 – 21 tháng 2 năm 2018), là nhà nhà truyền bá phúc âm (evangelist), và là một trong những nhà lãnh đạo có nhiều ảnh hưởng nhất của Phong trào Tin Lành thuộc cộng đồng Kháng Cách. Graham đã mang thông điệp Cơ Đốc đến cho số lượng người nghe đông đảo hơn bất kỳ ai khác từng sống trên đất. Đến năm 1993, hơn 2,5 triệu người công khai tiếp nhận Chúa Giê-su tại các chiến dịch truyền giảng của ông. Đến năm 2002, trong suốt cuộc đời truyền bá phúc âm lâu dài, nếu tính cả số lượng thính giả của các chương trình phát thanh và truyền hình, Billy Graham đã giới thiệu phúc âm cho khoảng 2 tỉ người tại nhiều quốc gia trên khắp thế giới. Nhiều bài giảng của ông tập chú vào chủ đề "Chúa Giê-xu Cơ Đốc là con đường duy nhất dẫn đến sự cứu rỗi". Ông thường cố vấn cho các Tổng thống Hoa Kỳ và liên tục có tên trong danh sách "Mười nhân vật được kính trọng nhất trên thế giới", theo các cuộc thăm dò của Gallup Polls.

## Tiểu sử

### Tuổi trẻ
Chào đời tại một trang trại sản xuất sữa gần Charlotte, Bắc Carolina, Billy Graham được trưởng dưỡng trong đức tin Trưởng Lão bởi song thân, Morrow Coffey và William Franklin Graham. Theo những tư liệu từ Trung tâm Billy Graham, trải nghiệm sự cứu rỗi đến với Graham trong năm 1934, theo lời khuyên của một người Mỹ gốc Phi làm công trong nông trại của gia đình, Graham tìm đến tham dự các buổi nhóm phục hưng tại Charlotte, và chịu thuyết phục khi nghe những bài giảng luận của nhà truyền bá phúc âm Mordecai Ham. Tuy nhiên, lúc ấy Billy bị một nhóm thanh niên Cơ Đốc ở địa phương khước từ tư cách thành viên với lý do cậu còn "quá trần tục".
Sau khi tốt nghiệp Trường Trung học Sharon vào tháng 5 năm 1936, Graham theo học tại Đại học Bob Jones, khi ấy còn ở Cleveland, Tennessee trong một học kỳ. Nhưng khi nhận ra giáo trình và nội qui ở đây quá nghiêm nhặt đối với cậu, Graham chuyển đến Học viện Kinh Thánh Flordia (nay là Đại học Trinity Florida) trong năm 1937. Ở đây, Graham cảm thấy thoải mái với nội qui nhà trường cũng như có cơ hội gặp gỡ và đính hôn với một cô bạn học, nhưng về sau cô gái này hủy bỏ hôn ước vì cho rằng Graham đã không đủ nghiêm túc trong đời sống tôn giáo. Sau cùng, Graham đến Đại học Wheaton tại Illinois, theo chuyên ngành nhân học, và tốt nghiệp năm 1943.
Trong thời gian theo học tại Wheaton, Graham bắt đầu tra xét xem Kinh Thánh có phải là "lời vô ngộ của Thiên Chúa" hay không. Những lời tư vấn và trải nghiệm tâm linh đến từ Henrietta Mears, một thành viên của Nhà thờ Trưởng lão Hollywood, tỏ ra hữu ích cho ông khi đối diện với vấn đề vô ngộ (không thể sai lầm) của Kinh Thánh, cuối cùng Graham cũng tìm được niềm xác tín khi ông đang ở tại khu trại Forest Home Christian, tây nam vùng Big Bear thuộc Nam California.

### Mục vụ
Năm 1939, Billy Graham được phong chức mục sư thuộc giáo phái Baptist Nam phương tại Nhà thờ Village ở Western Springs, Illinois, nơi ông từng phục vụ trong tư cách quản nhiệm từ năm 1943–1944. Trong thời gian này, một người bạn của Graham, Torrey Johnson, quản nhiệm Nhà thờ Midwest Bible ở Chicago, bảo cho Graham biết chương trình phát thanh tôn giáo "Ca khúc trong Đêm" của ông sắp chấm dứt vì thiếu tiền. Sau khi nhận được sự ủng hộ tài chính từ các thành viên trong nhà thờ, Graham quyết định tiếp nhận chương trình phát thanh của Johnson. Từ ngày 2 tháng 1 năm 1944, Graham cho phát sóng chương trình mới với nhiều cải tiến, và mời giọng ca nam trung George Beverly Shea cộng tác với ông, đặc trách các chương trình phát thanh.
Sau khi tốt nghiệp Đại học Wheaton (năm 1943) Graham đến với chương trình Tuổi trẻ cho Chúa Cơ Đốc (Youth for Christ), cộng tác với Charles Templeton, du hành khắp Hoa Kỳ và Âu châu để truyền bá Phúc âm.

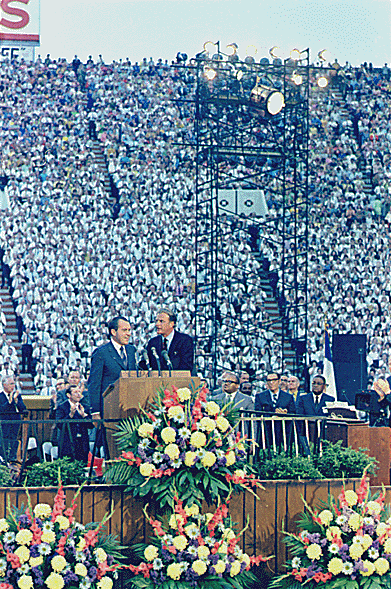
Billy Graham và Richard Nixon trong một chiến dịch truyền bá phúc âm tại Tennessee, ngày 28 tháng 5 năm 1970

Năm 1949, Graham tổ chức các buổi truyền giảng tại Los Angeles, ông cho dựng những lều bạt lớn dành cho thính giả trong bãi đậu xe. Chiến dịch truyền giảng dự tính kéo dài trong 3 tuần lễ nhưng kết thúc sau 8 tuần lễ, được xem là dấu mốc khiến Billy Graham trở thành nhà lãnh đạo tôn giáo nổi tiếng trên cả nước. Nhiều người tin rằng ông trùm truyền thông William Randolph Hearst đã tìm cách giúp Graham mặc dù hai người chưa bao giờ gặp nhau. Người ta tin rằng trong khi Graham xúc tiến chiến dịch truyền giảng tại Los Angeles vào cuối năm 1949, Hearst đã gởi một điện tín cho các chủ bút thuộc quyền với nội dung, "Nâng Graham lên".
Điều tương tự cũng xảy ra cho các chương trình khác của ông. Tại Luân Đôn chương trình kéo dài đến 12 tuần, và tại New York năm 1957, các buổi truyền giảng được tổ chức mỗi đêm trong suốt 16 tuần lễ.
Graham rất thành công trong chiến dịch truyền bá phúc âm tổ chức ở Úc trong năm 1959, khởi đầu cho một loạt các chiến dịch khác trong thời gian dài sau đó. Các tư vấn viên đã được huấn luyện tìm đến để tiếp xúc và giúp đỡ những người công khai xưng nhận đức tin trong các buổi truyền giảng. Chiến dịch này được xem là một trong những sự kiện truyền bá phúc âm hiệu quả nhất trong lịch sử nước Úc, tác động mạnh đến tiến trình phát triển của các giáo hội tại Úc trong suốt 15 năm với nhiều nhà thờ mới được thành lập, cũng giúp hình thành nhiều nhóm học Kinh Thánh tại gia tồn tại trong quãng thời gian khoảng 35 năm hoặc hơn.
Trong thập niên 1960, Billy Graham công khai chống đối chủ trương kỳ thị chủng tộc, và từ chối nói chuyện tại các thính đường sắp xếp chỗ ngồi theo màu da. Có lần ông tự tay vất bỏ dây ngăn các khu vực dành riêng cho thính giả da màu. Ông tuyên bố: "Phân biệt chủng tộc là đi ngược lại tinh thần của Kinh Thánh... Mặt đất dưới chân cây thập tự là bằng phẳng, tôi thật sự cảm động khi nhìn thấy người da trắng vai kề vai với người da đen dưới chân thập tự giá". Graham nhận nộp tiền bảo lãnh cho Tiến sĩ Martin Luther King, Jr. để được tại ngoại hầu tra khi King bị bắt giam vì cuộc đấu tranh cho quyền bình đẳng của các sắc dân thiểu số trong thập niên 1960. Sau đó, ông mời King đến thuyết giảng trong chiến dịch truyền bá phúc âm kéo dài 16 tuần lễ tại Thành phố New York năm 1957. Trong 16 tuần lễ này, có khoảng 2,3 triệu người đến nghe Graham trình bày thông điệp phúc âm tại Madison Square Garden, Sân vận động Yankee và Quảng trường Times. Graham và King trở thành bạn hữu, Graham là một trong vài người da trắng được King cho phép gọi ông bằng tên thân mật "Mike".
Tên tuổi của Graham được biết đến qua khả năng tổ chức các chiến dịch truyền bá phúc âm tại những nơi mà các nhà truyền bá phúc âm khác xem là bất khả. Suốt trong thời kỳ Chiến tranh Lạnh, Graham đã thuyết giảng trước những đám đông lớn tại các quốc gia ở Đông Âu và tại Liên Xô. Trong thời kỳ phân biệt chủng tộc tại Nam Phi, Graham không chịu thuyết giảng trừ khi cử tọa của ông được ngồi chung với nhau mà không bị phân biệt màu da. Graham cũng là một trong số rất ít nhà thuyết giáo được phép thuyết giảng tại Bắc Triều Tiên.
Tại Seoul, Hàn Quốc, có khoảng 1 triệu người đến dự một buổi thuyết giảng của Graham. Năm 1988, ông cùng vợ đến Trung Quốc, đây là cơ hội cho Ruth về thăm lại nơi bà đã chào đời 68 năm trước.
Từ năm 1948 đến 1952, Graham là viện trưởng Đại học Northwestern, tiểu bang Minnesota. Năm 1950, ông thành lập Hiệp hội Truyền bá Phúc âm Billy Graham, đặt trụ sở tại Minneapolis, sau dời về Charlotte, N.C. với các chương trình:
- Giờ Quyết Định, phát thanh hằng tuần trên khắp thế giới trong suốt 50 năm.
- Các chương trình truyền hình đặc biệt được phát sóng vào "giờ vàng" trên khắp Hoa Kỳ và Canada.
- Chuyên đề "My Answer", giải đáp các thắc mắc về Cơ Đốc giáo, trên các nhật báo tại Hoa Kỳ.
- Tạp chí Quyết Định (Decision), cơ quan ngôn luận của Hiệp hội.
- Thành lập Tạp chí Christianity Today năm 1956 với Carl F. H. Henry là chủ bút đầu tiên.
- passageway.org, website dành cho tuổi thiếu niên.
- World Wide Pictures, sản xuất và phân phối hơn 130 xuất phẩm điện ảnh.

Ngày 14 tháng 9 năm 2001, sau vụ tấn công khủng bố, Graham hướng dẫn một lễ cầu nguyện và tưởng niệm các nạn nhân tại Đại Giáo đường Quốc gia Washington, có sự tham dự của Tổng thống George W. Bush và nhiều nhà lãnh đạo trong nước. Trước đó, vào năm 1995, ông cũng đến nói chuyện tại lễ tưởng niệm nạn nhân vụ đánh bom tại Thành phố Oklahoma.
Billy Graham, 86 tuổi (2004), cho biết một "chiến dịch" tại Flushing Meadows Park, Thành phố New York, bắt đầu từ ngày 24 tháng 6 năm 2005, sẽ là chương trình truyền giảng cuối cùng của ông. Dù vậy, vào những ngày cuối tuần 11-12 tháng 3 năm 2006, cùng với con trai, Franklin Graham, Billy Graham tổ chức một chiến dịch truyền bá phúc âm khác gọi là "Lễ hội của Hi vọng". Lễ hội được tổ chức ở New Orleans, vừa bị tàn phá bởi Bão Katrina, với sự hỗ trợ của 215 nhà thờ trên khắp vùng đô thị New Orleans. Hơn 1.360 người chấp nhận đức tin được giới thiệu bởi nhà truyền bá phúc âm.
Tháng 8 năm 2005, Graham đến dự buổi lễ đặt viên đá đầu tiên cho thư viện của ông tại Charlotte, Bắc Carolina. Ông phải dùng nạng để di chuyển trong buổi lễ này.

### Gia đình
Năm 1943, Graham kết hôn với Ruth Bell (1920–2007); song thân của Ruth là những nhà truyền giáo làm việc tại Trung Hoa, cha của cô, L. Nelson Bell, là một nhà phẫu thuật. Graham thuật lại lần đầu gặp Ruth tại Đại học Wheaton: "Tôi nhìn thấy Ruth đang đi trên đường về phía tôi, tôi không biết làm gì khác hơn là chăm chăm nhìn cô ấy. Cô ấy nhìn lại tôi, và ngay trong thời khắc ấy tôi nhận ra rằng tôi đã gặp được người phụ nữ của đời mình." Ruth nghĩ rằng Billy là người "muốn sống đẹp lòng Thiên Chúa hơn bất kỳ người đàn ông nào khác mà tôi từng gặp". Hai tháng sau khi tốt nghiệp, hai người kết hôn và dọn đến sống trong một căn nhà bằng gỗ do Ruth thiết kế trong rặng núi Blue Ridge ở Montreat, Bắc Carolina.
Họ có ba con gái: Virginia (Gigi) Graham Foreman (sinh năm 1945); Anne Graham Lotz, sinh năm 1948, lãnh đạo AnGeL Ministries – tập chú vào mục tiêu phục hưng hội thánh và Ruth Dienert (1950); và hai con trai: Franklin Graham, sinh năm 1952, lãnh đạo tổ chức cứu trợ quốc tế Samaritan’s Purse, và là người kế nhiệm cha lãnh đạo Hội Truyền bá Phúc âm Billy Graham và Ned Graham, sinh 1958, lãnh đạo tổ chức East Gates International, chuyên phổ biến văn phẩm Cơ Đốc tại Trung Quốc.

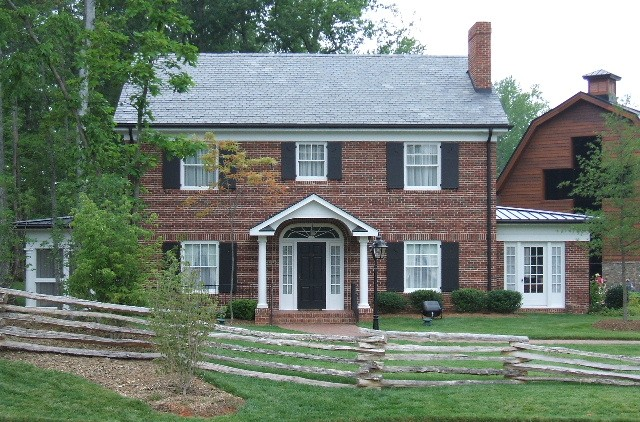
Nhà ở và Thư viện của gia đình Billy Graham

Ngày 13 tháng 6 năm 2007, Billy Graham đưa ra một thông báo: "Vào đầu mùa xuân, sau khi dành nhiều thì giờ để cầu nguyện và thảo luận, Ruth và tôi đi đến quyết định sẽ được an táng cạnh nhau tại Thư viện Billy Graham tại thị trấn quê hương của tôi, Charlotte, Bắc Carolina... Ruth là người bạn tốt nhất và là người đồng hành tâm linh của tôi, tôi không thể tưởng tượng nổi có thể sống qua một ngày mà không có Ruth bên cạnh. Ngày nay, tình yêu tôi dành cho Ruth còn lớn hơn ngày chúng tôi gặp nhau lần đầu 65 năm về trước, khi chúng tôi đang theo học tại Đại học Wheaton. Ruth và tôi luôn trân trọng những lời cầu nguyện và các thư tín khích lệ của nhiều người từ các xứ sở khác nhau trên khắp thế giới. Trong những ngày này, mọi người trong gia đình tề tựu quanh chúng tôi. Chúng tôi yêu thương lẫn nhau và luôn tạ ơn Chúa vì điều này". Ngay ngày ấy, 14 tháng 6 năm 2007, Ruth Graham từ trần sau một cơn hôn mê, hưởng thọ 87 tuổi.

### Chính trị
Trong phương diện chính trị, Graham từ lâu vẫn ủng hộ Đảng Dân chủ, mặc dù gần đây ông chấp nhận một lập trường linh động hơn, chọn lựa bầu phiếu cho cả hai đảng tuỳ thuộc vào quan điểm mà ông cho là thích hợp nhất. Graham có mối quan hệ mật thiết với Lyndon B. Johnson và Bill Clinton, nhưng mối quan hệ của ông với Gia tộc Bush là thân tình hơn cả. Chỉ hai ngày sau cuộc bầu cử tổng thống năm 2000, Graham thuyết giảng tại bữa ăn sáng cầu nguyện (prayer breakfast) ở Florida với sự tham dự của George W. Bush. Thông điệp của Graham là phi chính trị.

### Mục vụ cho Tổng thống
Graham thường tiếp xúc với các tổng thống Hoa Kỳ kể từ thời Harry Truman. Năm 1957, ông đã yêu cầu Tổng thống Dwight Eisenhower gởi binh sĩ liên bang đến Little Rock can thiệp cho năm học sinh người Mỹ gốc Phi có thể nhập học một trường trung học dành riêng cho học sinh da trắng. Cũng vào thời điểm đó, tại một sân golf ở Washington, ông gặp mặt và trở thành bạn của Phó Tổng thống Richard Nixon. Khi sắp lìa đời, Eisenhower đã yêu cầu Graham đến thăm ông. Graham cũng là cố vấn tâm linh cho Lyndon B. Johnson, Gerald Ford, Jimmy Carter, Ronald Reagan, Bill Clinton và các thành viên thuộc Gia tộc Bush.
Trong nhiệm kỳ tổng thống của Nixon, Graham là khách mời thường xuyên của Nhà Trắng. Ông tổ chức và hướng dẫn các lễ thờ phượng tại đây. Nixon đã đến dự một buổi truyền giảng của Graham tổ chức ở Tennessee năm 1970. Nixon cũng là vị tổng thống đầu tiên từng đọc diễn từ trên tòa giảng của một nhà truyền bá phúc âm. Tuy nhiên, mối quan hệ của hai người trở nên căng thẳng khi Graham quở trách Nixon vì cách xử sự trong vụ Watergate, cũng như những lời nói không thích hợp của Nixon đã ghi âm trong băng tư liệu về vụ Watergate. Graham cho biết vào thời điểm ấy ông không dính líu đến các vấn đề chính trị.

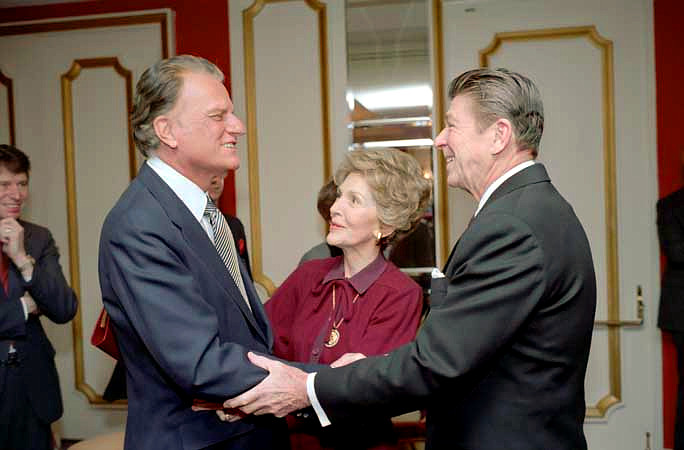
Graham với Tổng thống Ronald Reagan và Nancy Reagan tại Bữa Ăn sáng Cầu nguyện Quốc gia ở Washington Hilton Hotel

Graham là khách mời của Ronald Reagan trong lễ nhậm chức tổng thống, và là người cầu nguyện chúc phúc cho George H. W. Bush trong ngày Bush chính thức trở thành ông chủ Tòa Bạch Ốc. Ông ở bên cạnh George H. W. Bush trong đêm trước lúc khởi phát Chiến tranh vùng Vịnh.
Theo Nancy Gibbs và Michael Duffy trong bài "Billy Grahahm, Pastor in Chief", đăng trên tạp chí TIME ngày 9 tháng 8 năm 2007, "Đối với một nhà thuyết giáo không hề có giáo đoàn, và là người đã cống hiến cả cuộc đời để rao giảng phúc âm tại các vận động trường đầy ắp thính giả mà ông không hề biết mặt, gia đình các tổng thống đã dành cho Graham các cơ hội hiếm hoi để thực hiện nhiệm vụ của một người chăn bầy. Graham đem đến cho họ một lễ đường, và họ đem đến cho ông một giáo đoàn. Ông kề cận với những gia đình này trong những lúc khó khăn – trong cuộc sống và trong chính trường; một vài người muốn ông ở bên cạnh trong đêm cuối cùng của họ ở Tòa Bạch Ốc. Richard Nixon đã ngã vào vòng tay Graham trong tang lễ của mẹ ông năm 1967. Bill Clinton yêu cầu Graham ngồi cạnh giường một người bạn đang hấp hối trong năm 2004. Trong tháng cuối, các cô con gái của Johnson, Lynda và Luci, đã tìm đến Graham khi mẹ họ sắp lìa đời. Hai ngày trước khi Lady Bird (Phu nhân Tổng thống Johnson) từ trần, Graham gọi đến và nói chuyện với họ, và vì bà vẫn tỉnh táo, họ đã đặt ống nghe vào tai bà. Cựu Đệ Nhất Phu nhân và cựu mục sư (pastor) Tòa Bạch Ốc đã nói chuyện đôi chút và cùng nhau cầu nguyện".

## Tác phẩm
Billy Graham đã cho xuất bản hơn 24 tác phẩm, nhiều cuốn được dịch ra 38 ngôn ngữ khác nhau, phần lớn luận bàn về các vấn đề xoay quanh thông điệp mà ông rao giảng trong hơn 50 năm qua - sự cứu rỗi chỉ đến từ Chúa Giê-su Cơ đốc – với các nhan đề như: Phục hoà với Thiên Chúa (1953), Bí quyết của Hạnh phúc (1955), Thế giới Bùng cháy (1965), Niềm Hi vọng cho lòng Bất an (1991)... và một hồi ký, Just As I Am (1997).

## Vinh danh
Billy Graham được tặng thưởng Huân chương Vàng Quốc hội; Giải thưởng Templeton vì Sự phát triển Tôn giáo; Giải thưởng Tự do của Tổ chức Ronald Reagan vì những đóng góp của ông cho lý tưởng của đức tin và tự do.
Ngày 14 tháng 9 năm 2001, sau vụ tấn công ngày 11 tháng 9 năm 2001, Graham hướng dẫn một lễ cầu nguyện và tưởng niệm tại Đại Giáo đường Quốc gia ở Washington, D.C. với sự tham dự của Tổng thống George W. Bush và các nhà lãnh đạo khác.
Tháng 12 năm 2001, ông được phong tước hiệp sĩ danh dự của Đế chế Anh (Honorary Knight Commander of the Order of the British Empire - KBE) do những đóng góp của ông trên quy mô quốc tế cho đời sống tôn giáo và dân sự trong hơn 60 năm.
Graham đứng thứ bảy trong danh sách các nhân vật được ngưỡng mộ nhất trong thế kỷ XX theo Viện thăm dò dư luận Gallup.

## Trích dẫn
- "Mục đích của đời tôi là giúp đỡ người khác tìm thấy mối tương giao mật thiết với Thiên Chúa mà theo đức tin của tôi, chỉ có được qua sự hiểu biết về Chúa Cơ Đốc".
- "Nếu bạn tìm gặp một nhà thờ hoàn hảo thì đừng gia nhập nhà thờ ấy vì bạn sẽ làm hỏng nó".
- "Sau khi xem phim "Sự thương khó của Chúa Cơ Đốc" (The Passion of the Christ), tôi cảm thấy như đang có mặt vào thời điểm ấy. Tôi cảm động đến rơi lệ. Tôi không chắc đã từng có cách trình bày nào khác sinh động và cảm động hơn về sự chết và sự phục sinh của Chúa Giê-xu".
- "Bạn không thể hiểu Thiên Chúa bằng trí tuệ, nhưng lòng bạn đã biết Ngài rồi".
- "Tôi chỉ có một thông điệp: Chúa Giê-xu Cơ Đốc đã đến; Ngài đã chết trên thập tự giá; Ngài đã sống lại. Ngài muốn chúng ta phải ăn năn về tội lỗi của mình và bởi đức tin chấp nhận Ngài là Chúa và Cứu Chúa. Như thế, chúng ta sẽ được tha thứ mọi tội lỗi".

## Truyền bá Phúc âm
Danh tiếng của Billy Graham được biết đến nhiều nhất qua các chiến dịch truyền bá phúc âm của ông. Ông bắt đầu loại hình mục vụ này từ năm 1947. Gần đây, hầu hết các kế hoạch cho chiến dịch đều được thiết kế bởi con trai ông, Franklin Graham, và cho một số chiến dịch dành cho giới trẻ là do cháu ông, Will Graham, nhưng Billy thường là diễn giả chính, các chiến dịch này được tổ chức tại những địa điểm rộng lớn như vận động trường, công viên hay trên đường phố và thường đầy ắp người tham dự. Số cộng tác viên lên đến 5.000 người, một số tham gia ca đoàn, khi ông thuyết giảng những người khác khuyến khích người nghe bước lên trước để bày tỏ quyết định chấp nhận đức tin Cơ Đốc. Những người này được đón tiếp bởi các tư vấn viên để được giải đáp các thắc mắc về giáo lý và cùng cầu nguyện với nhau.

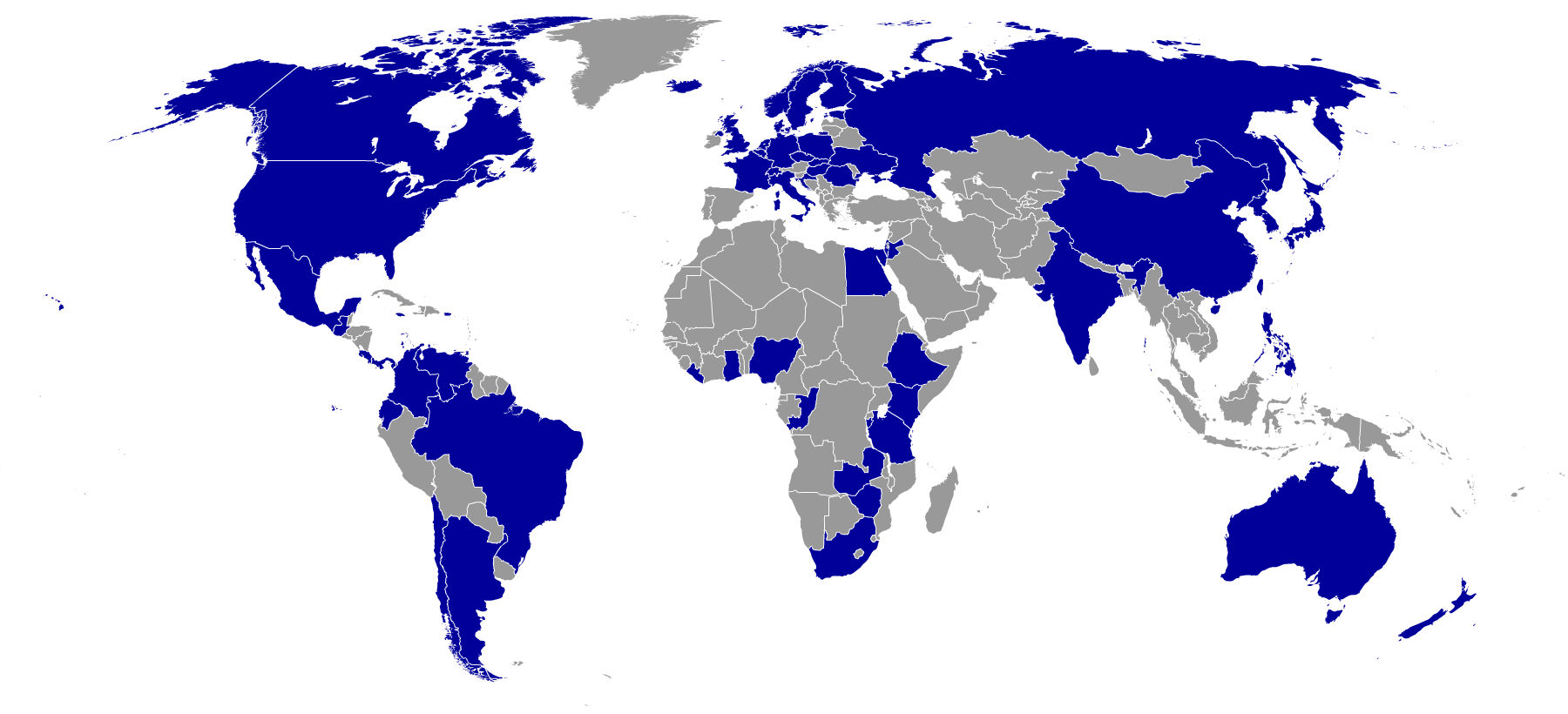
Các quốc gia nơi Billy Graham rao giảng

Danh sách các chiến dịch truyền bá phúc âm của Billy Graham:
| - Los Angeles, California, Hoa Kỳ (1949) - Luân Đôn, Anh (1954) - Glasgow, Scotland (1955) - Paris, Pháp - Melbourne, Úc - Zurich, Thuỵ Sĩ - Frankfurt, Đức - Rotterdam, Hà Lan - Oslo, Na Uy - Gothenburg, Thuỵ Điển - Aarhus, Đan Mạch - Little Rock, Arkansas, Hoa Kỳ (1990) - Buenos Aires, Argentina - San Juan, Puerto Rico (1995) - Toronto, Ontario, Canada | - Cleveland, Ohio, Hoa Kỳ - Anaheim, California, Hoa Kỳ - Atlanta, Georgia, Hoa Kỳ - Sacramento, California, Hoa Kỳ - Charlotte, Bắc Carolina, Hoa Kỳ - Minneapolis, Minnesota, Hoa Kỳ - San Jose, California, Hoa Kỳ (1997) - San Diego, California, Hoa Kỳ (2003) - Pasadena, California, Hoa Kỳ (2005) - Thành phố New York, Hoa Kỳ (1957 và 2005) - St. John's, Canada (2005) - Angola (2006) - Manila, Philippines (2006) - New Orleans, Hoa Kỳ (2006) |